# Kim Farrant
Kim Farrant (* 7. September 1975 in Melbourne) ist eine australische Filmregisseurin, Drehbuchautorin und Filmproduzentin. Internationale Bekanntheit erlangte sie für ihre Spielfilme Spurlos – Ein Sturm wird kommen und Angel of Mine.

## Leben und Karriere
Die 1975 in Melbourne geborene Kim Farrant hat einen schauspielerischen Hintergrund, nachdem sie zwei Jahre lang bei Eric Morris in Los Angeles und im Schauspielerzentrum in Sydney trainiert hatte. Sie selbst hat im Laufe der Jahre Tausende von Schauspielern mit ihrer einzigartigen Technik trainiert, die Schauspieler als lebensverändernd beschreiben.
Ihre Karriere als Regisseurin und Drehbuchautorin begann sie Ende der 1990er Jahre zuerst mit Kurz- und Dokumentarfilmen. Im Jahr 2015 schließlich inszenierte sie mit der australisch-irischen Co-Produktion Spurlos – Ein Sturm wird kommen ihren ersten eigenen Spielfilm, den sie auch mitproduzierte. In den Hauptrollen spielten Nicole Kidman, Joseph Fiennes und Hugo Weaving. Für diesen Film erhielt sie auf dem Sydney Film Festival eine Nominierung für den Sydney Film Prize in der Kategorie Best Film. 2019 entstand unter ihrer Regie dann der Mystery-Thriller Angel of Mine in der Besetzung Noomi Rapace und Luke Evans. 2022 drehte sie mit Leighton Meester, Christina Wolfe und Ziad Bakri das für Netflix produzierte Kriminaldrama The Weekend Away.

## Filmografie (Auswahl)

### Als Regisseurin
- 1997: Alias (Dokumentarkurzfilm)
- 1998: Behind the Mask (Dokumentarkurzfilm)
- 2000: Sammy Blue (Kurzfilm)
- 2001: The Secret Side of Me (Fernsehdokumentarfilm)
- 2002: Insight: Out of the Saddle (Fernsehdokumentarfilm)
- 2007: Naked on the Inside (Dokumentarfilm)
- 2008: Bombshell (Kurzfilm)
- 2009: Rush (Fernsehserie, 3 Episoden)
- 2014: Between Me (Kurzfilm)
- 2015: Spurlos – Ein Sturm wird kommen (Strangerland)
- 2019: Angel of Mine
- 2022: The Weekend Away

### Als Drehbuchautorin
- 1998: Behind the Mask (Dokumentarkurzfilm)
- 2000: Sammy Blue (Kurzfilm)
- 2001: The Secret Side of Me (Fernsehdokumentarfilm)
- 2002: Insight: Out of the Saddle (Fernsehdokumentarfilm)
- 2007: Naked on the Inside (Dokumentarfilm)
- 2008: Bombshell (Kurzfilm)
- 2014: Between Me (Kurzfilm)

### Als Filmproduzentin
- 2001: The Secret Side of Me (Fernsehdokumentarfilm)
- 2008: Bombshell (Kurzfilm)
- 2014: Between Me (Kurzfilm)
- 2015: Spurlos – Ein Sturm wird kommen (Strangerland)

## Auszeichnungen (Auswahl)
Sydney Film Festival
- 2015: Nominierung beim Sydney Film Festival mit dem Sydney Film Prize in der Kategorie Best Film für den Spielfilm Spurlos – Ein Sturm wird kommen